# Last Day of Freedom
Last Day of Freedom (englisch: Letzter Tag der Freiheit) ist ein Animations-, Kurz-Dokumentarfilm von Dee Hibbert-Jones und Nomi Talisman, der 2015 in Schwarz-Weiß gedreht wurde. Er thematisiert Rassismus und Psychohygiene im
Justizsystem der Vereinigten Staaten von Amerika am Beispiel der Todesstrafe mit der Geschichte von Bill und Manny Babbitt.

## Handlung
Die Handlung wird von Bill Babbitt erzählt, dessen Bruder Manny ist ein Veteran des Vietnamkriegs. Manny leidet an einer posttraumatischen Belastungsstörung und einem Hirnschaden – trotz dieser persönlichen Folgeschäden des Kriegs wurde Manny nie durch das Gesundheitssystem aufgefangen. Als Bill von einem Verbrechen seines Bruders erfährt, sieht sich dieser dem moralischen Dilemma gegenüber und informiert letztlich die Strafverfolgungsbehörden. Manny wird überführt und 1982 zur Todesstrafe verurteilt. Diese wird 1999 vollstreckt.

## Produktion
Bei der Produktion des 32 Minuten langen Films wurden die Animationen auf Basis von 32.000 Zeichnungen erstellt.
Zur Wahl des Mittels der Animation sagte Nomi Talisman:

„The animation adds a tiny layer of distance, and it really allows for the viewer to take in the story and really listen to the human voice“

„Die Animation schafft eine dünne Schicht Distanz und erlaubt dem Zuschauer so, die Geschichte wirklich zu verinnerlichen und einer menschlichen Stimme zuzuhören.“

## Hintergrund
Last Day of Freedom ist das Resultat der Erlebnisse von Nomi Talisman, die für eine gemeinnützige Organisation Arbeit an Gerichtsverfahren zur Todesstrafe leistete. Sie sah Schwierigkeiten der betroffenen Familien und zusammen mit Hibbert-Jones begannen sie Betroffene zu befragen.

## Auszeichnungen
Gewonnen (2015)
- „CDS Filmmaker Award“ & „Jury Award for Best Short“ des Full Frame Documentary Film Festivals
- „Golden Starfish Award“ des Hamptons International Film Festivals
- „IDA Award“ der International Documentary Association

Nominierung
- Oscar/Bester Dokumentarfilm der Oscarverleihung 2016